# Prasophyllum triangulare
Prasophyllum triangulare är en orkidéart som beskrevs av Robert Desmond David Fitzgerald. Prasophyllum triangulare ingår i släktet Prasophyllum och familjen orkidéer. Inga underarter finns listade i Catalogue of Life.